# Íslands bygging
Íslands bygging también Landnáma þáttr (del nórdico antiguo: La construcción de la isla y El relato de los asentamientos respectivamente), es un breve relato del descubrimiento de Islandia y los principales colonos, que se conserva principalmente en Óláfs saga Tryggvasonar de Flateyjarbók y otros códices medievales.